# Upplands runinskrifter 796
Upplands runinskrifter 796 är ett vikingatida runstensfragment som är fastmurat i den södra väggen i Sparrsätra kyrka, Sparrsätra socken och Enköpings kommun.

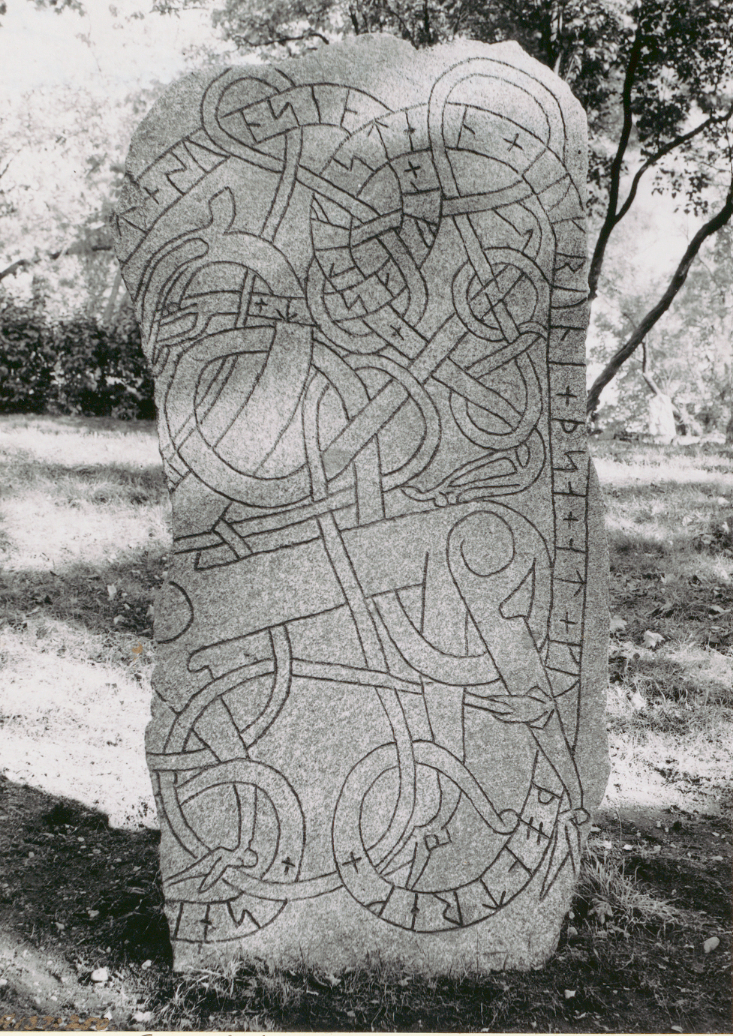
Den delen av stenen som har signum U 760. U 760 står i Skolparken, Enköping.

Man konstaterade på 1990-talet att U 796 egentligen hör ihop med runstenen U 760. De är alltså delar av samma runsten där U 796 utgör den nedre vänstra delen som saknas på U 760.

## Inskriften
Nedan följer inskriften på U 760 och U 796 som de läses tillsammans. På fragmentet U 796 kan bara orden "lät hugga" läsas.
Translitterering av runraden:
+ se-rimr + lit + aku... ...-t + sun sin + afast ++ lifsten + iuk runi + þsa + at + kuþon trek +
Normalisering till runsvenska:
Sæ[g]rimʀ let haggv[a a]t sun sinn Afast. Lifstæinn hiogg runiʀ þessa at goðan dræng.
Översättning till nusvenska:
... (?) lät hugga efter sin son Åfast. Livsten högg dessa runor efter en god ung man.